# Blastobasis sprotundalis
Blastobasis sprotundalis is een vlinder uit de familie van de spaandermotten (Blastobasidae). De wetenschappelijke naam van de soort is voor het eerst geldig gepubliceerd  Park.